# Julia Schwaiger
Julia Schwaiger (ur. 21 stycznia 1996 w Zell am See) – austriacka biathlonistka.
Po raz pierwszy na arenie międzynarodowej pojawiła się w 2014 roku, kiedy wystąpiła na mistrzostwach europy w Nové Město na Moravě. Zajęła tam między innymi 14. miejsce w biegu indywidualnym.
W Pucharze Świata zadebiutowała 11 grudnia 2015 roku w Hochfilzen, zajmując 102. miejsce w biegu indywidualnym. Pierwsze pucharowe punkty zdobyła 30 listopada 2016 roku w Östersund, gdzie w biegu indywidualnym zajęła 27. miejsce.

## Osiągnięcia

### Zimowe igrzyska Olimpijskie
| Rok  | Miejscowość | Konkurencje | Konkurencje | Konkurencje | Konkurencje | Konkurencje | Konkurencje | Konkurencje |
| Rok  | Miejscowość | IN          | SP          | PU          | MS          | RL          | MR          | SR          |
| ---- | ----------- | ----------- | ----------- | ----------- | ----------- | ----------- | ----------- | ----------- |
| 2022 | Pekin       | 31.         | 45.         | 44.         | nd.         | nd.         | 10.         | nd.         |

### Mistrzostwa świata
| Rok  | Miejscowość | Konkurencje | Konkurencje | Konkurencje | Konkurencje | Konkurencje | Konkurencje | Konkurencje |
| Rok  | Miejscowość | IN          | SP          | PU          | MS          | RL          | MR          | SR          |
| ---- | ----------- | ----------- | ----------- | ----------- | ----------- | ----------- | ----------- | ----------- |
| 2015 | Kontiolahti | 54.         | 94.         | nd.         | nd.         | nd.         | nd.         | nd.         |
| 2016 | Oslo        | 50.         | nd.         | nd.         | nd.         | 12.         | nd.         | nd.         |
| 2017 | Hochfilzen  | nd.         | nd.         | nd.         | nd.         | DSQ         | nd.         | nd.         |
| 2019 | Östersund   | 57.         | 55.         | 47.         | nd.         | 16.         | nd.         | –           |
| 2020 | Anterselva  | 54.         | nd.         | nd.         | nd.         | 12.         | nd.         | –           |
| 2021 | Pokljuka    | 10.         | 63.         | nd.         | nd.         | 7.          | nd.         | –           |

### Mistrzostwa świata juniorów
| Rok  | Miejscowość      | Konkurencje | Konkurencje | Konkurencje | Konkurencje | Konkurencje | Konkurencje | Konkurencje |
| Rok  | Miejscowość      | IN          | SP          | PU          | MS          | RL          | MR          | SR          |
| ---- | ---------------- | ----------- | ----------- | ----------- | ----------- | ----------- | ----------- | ----------- |
| 2016 | Cheile Grădiştei | 3.          | 13.         | 12.         | nd.         | 3.          | nd.         | nd.         |
| 2017 | Osrblie          | 2.          | 10.         | 12.         | nd.         | 4.          | nd.         | nd.         |

### Mistrzostwa Europy
| Rok  | Miejscowość          | Konkurencje | Konkurencje | Konkurencje | Konkurencje | Konkurencje | Konkurencje | Konkurencje |
| Rok  | Miejscowość          | IN          | SP          | PU          | MS          | RL          | MR          | SR          |
| ---- | -------------------- | ----------- | ----------- | ----------- | ----------- | ----------- | ----------- | ----------- |
| 2014 | Nové Město na Moravě | 14.         | 41.         | 35.         | nd.         | nd.         | nd.         | nd.         |
| 2015 | Otepää               | 22.         | 7.          | 6.          | nd.         | 4.          | nd.         | nd.         |
| 2016 | Tiumeń               | nd.         | 31.         | 42.         | nd.         | nd.         | 7.          | ?.          |
| 2018 | Ridnaun              | 44.         | 12.         | 35.         | nd.         | nd.         | 10.         | ?.          |

### Puchar Świata

#### Miejsca w klasyfikacji generalnej
| Sezon     | Miejsce |
| --------- | ------- |
| 2015/2016 | -       |
| 2016/2017 | 65.     |
| 2017/2018 | 75.     |
| 2018/2019 | 55.     |
| 2019/2020 | 62.     |
| 2020/2021 | 32.     |
| 2021/2022 | 70.     |
| 2022/2023 | 82.     |